# Medvědí tlapky

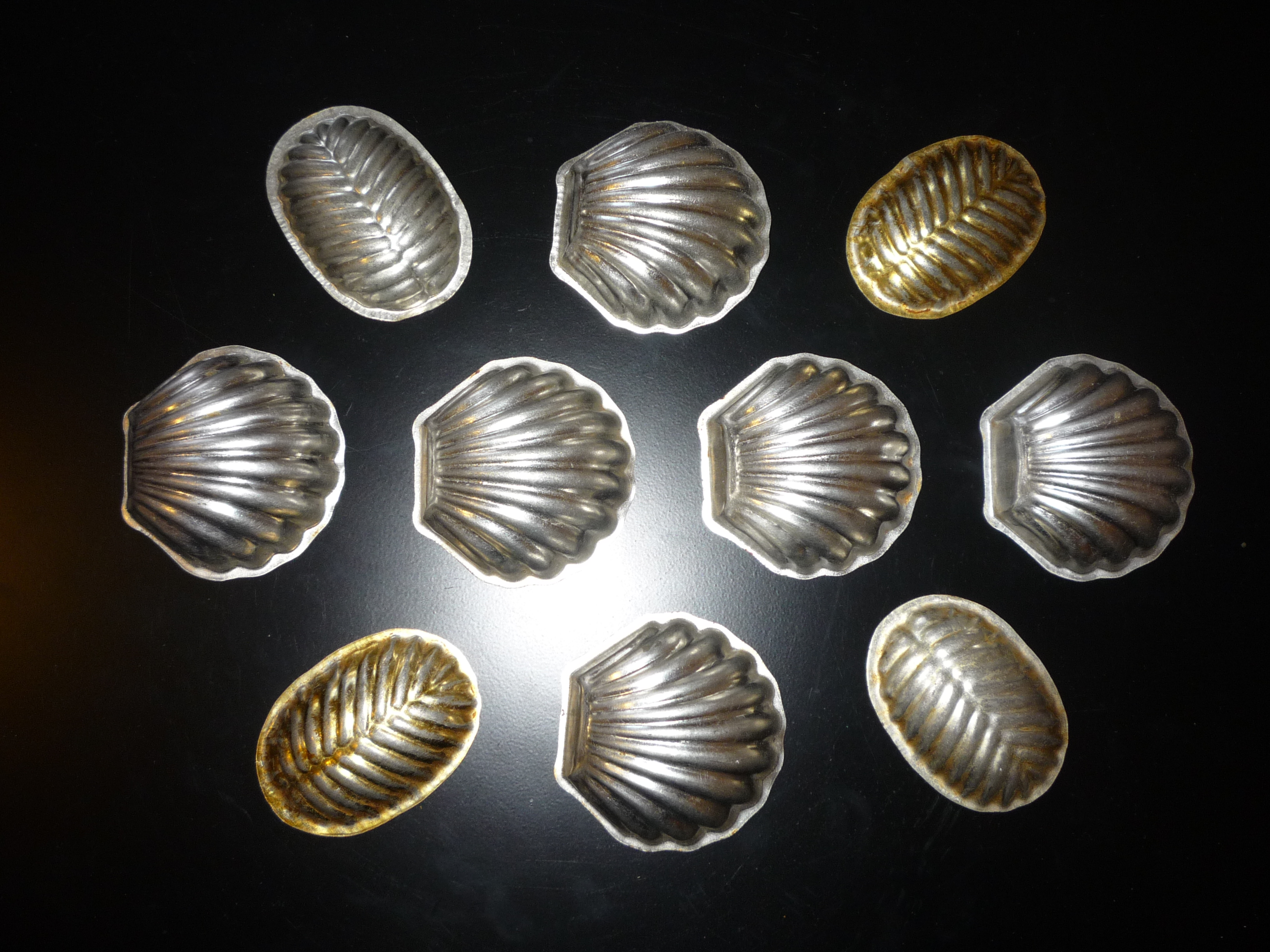
Formičky na pracny (v prostřední řadě)

Medvědí tlapky (medvědí pracky či pracny) jsou druhem vánočního cukroví, které se připravuje z těsta obsahujícího mouku, vejce, cukr, máslo, kakao a ořechy. Do těsta se dále přidává koření, zejména mletá skořice a hřebíček, a často také kakaový prášek.
Těsto se peče ve formičkách, které měly původně tvar zvířecích tlapek či pracek, odtud též název. Další možný název - pracny - pak odkazuje na určitou pracnost přípravy tohoto vánočního cukroví. Dnešní nabídka tvarů formiček je velmi rozmanitá, pracny tak mohou mít tvar různých zvířat, rohlíčků či mušlí. Po upečení se medvědí tlapky z horkých formiček ihned vyklepnou a ještě teplé se obalují v moučkovém cukru s vanilkou. Další možností je jejich namočení do čokolády.